# Torymus crassiceps
Torymus crassiceps är en stekelart som beskrevs av Graham och Gijswijt 1998. Torymus crassiceps ingår i släktet Torymus och familjen gallglanssteklar.
Artens utbredningsområde är Sverige. Arten är reproducerande i Sverige. Inga underarter finns listade i Catalogue of Life.